# Organizismus
Als Organizismus oder organizistischen Holismus bezeichnet man in der Biologie die These, dass sich viele biologische Fragen nur beantworten lassen, wenn man einzelne Lebewesen als individuelle Organismen bzw. Untersuchungsgegenstände oberhalb der Ebene des individuellen Organismus – wie zum Beispiel Populationen, Biozönosen und Ökosysteme – nach dem Modell des individuellen Organismus untersucht. Der Organizismus steht somit einem biologischen Elementarismus und Reduktionismus gegenüber, der biologische Makrophänomene generell auf biologische Mikrophänomene zurückführen will. Ernst Mayr beschreibt den Organizismus wie folgt: „Zusammenfassend kann man den Organizismus am besten als eine doppelte Überzeugung beschreiben: Zum einen ist es wichtig, den Organismus als Ganzes zu betrachten. Zum anderen ist Ganzheit nicht mysteriös der Analyse verschlossen, sollte jedoch auf der richtigen Analyseebene studiert werden.“ Diese richtige Analyseebene ist die der kausalen Abhängigkeiten zwischen den Teilen oder 'Organen' des betrachteten Gegenstandes, die im Organizismus als wechselseitig begriffen werden. In den Sozialwissenschaften versteht man darunter Konzepte, die biologische Konzepte auf Großgruppen von Menschen wie Staaten, Gesellschaften oder Völker übertragen.

## Geschichte

### Naturwissenschaften
Der Begriff wurde von William Emerson Ritter im Jahr 1919 geprägt.
Der Organizismus entwickelte sich aus der Erkenntnis, dass weder die mechanistisch-reduktionistische Betrachtungsweise der Physik noch die nicht überprüfbaren Hypothesen des Vitalismus den besonderen Eigenschaften der Lebewesen angemessen sind.
Als Grundprinzip wird die besondere Organisation der Lebewesen (und damit der Organismen) betrachtet: Sie stellen ein komplexes, hierarchisch gegliedertes System aus Elementen dar, die untereinander in vielfältigen Wechselbeziehungen stehen und dadurch Eigenschaften hervorbringen, die durch eine isolierte Betrachtung der einzelnen Elemente nicht mehr erklärbar sind. Diese neuen Eigenschaften werden als Emergenzen bezeichnet. Sie ergeben sich aus der Integration von Elementen zu einer neuen Einheit. Diese steht wieder mit anderen Einheiten in vielfältigen Wechselbeziehungen, so dass auch hier eine weitere Integration auf einer weiteren Ebene entsteht, und so fort.
Die besonderen Eigenschaften der Lebewesen beruhen demnach nicht auf ihrer stofflichen Zusammensetzung, sondern auf der ihnen eigentümlichen Organisation. Das Ganze ist mehr als die Summe seiner Einzelteile hat sich hierfür als griffige Formel eingebürgert.
So lassen sich zwar auf der Integrationsebene der Moleküle alle Vorgänge durch physikalisch-chemische Gesetze erklären, diese verlieren aber für die höheren Ebenen immer mehr an Bedeutung und werden durch andere, biologische Prinzipien ersetzt.
In der modernen Biologie spielt das genetische Programm zur Erklärung der Unterschiede zu nicht lebenden Systemen eine herausragende Rolle: Nur Lebewesen werden in weiten Teilen von einem genetischen Programm gesteuert, das im Laufe der Evolution erworben und weiter entwickelt wurde.
In der Ökologie waren organizistische Theorien vor allem bis Mitte des 20. Jahrhunderts dominant. Als frühe Vertreter des Organizismus in der deutschen Ökologie lassen sich Karl Friederichs und August Thienemann nennen. Synökologische Einheiten gelten hier als Ganzheiten. Ihren Teilen, d. h. Arten und Artengruppen, wird eine Funktion für dieses Ganze zugeschrieben, so dass die Teile Organe, das heißt ’Werkzeuge’ des Ganzen sind. Dabei wird davon ausgegangen, dass Organismen „durch lebensnotwendige wechselseitige Beziehungen miteinander verbunden [sind], und zwar so, dass die Organismen alle zur Bildung von ‘Organen’ der Gemeinschaft beitragen.“ Jedes Organ erfüllt Funktionen für die Gemeinschaft, ohne die diese nicht existieren könnte. Daher ist jedes Individuum abhängig von der Gemeinschaft als einer Ganzheit. Nur dadurch, dass das Individuum wie alle anderen seine speziellen Funktionen in der Gemeinschaft erfüllt, ist seine Selbsterhaltung möglich. Die synökologischen Einheiten sind natürliche Einheiten. Das heißt: Sie existieren unabhängig vom Wissenschaftler; dieser kann sie nicht nach Belieben abgrenzen, sondern muss sie in der Natur auffinden. „Die Sukzession, d. h. das Einanderablösen verschiedener Artenkombinationen in der Zeit, führt von wenig integrierten Pioniergesellschaften zu immer höher integrierten und schließlich zu organischen Einheiten. Während der Sukzession beeinflussen Umwelt und Artengemeinschaft einander wechselseitig, und zwar so, dass letztlich ein Klimaxzustand erreicht wird. In diesem bildet eine Artengemeinschaft zusammen mit dem von ihr umgestalteten [und insofern auch selbst gestalteten] Habitat eine stabile, übergeordnete Einheit.“ Den Gegenpol zu diesen organizistisch-holistischen Auffassungen in der Ökologie bilden einerseits individualistisch-reduktionistische Theorien: In diesen wird vom Individuum ausgegangen: Auf einer Fläche koexistieren alle Arten, die dorthin gelangt sind und geeignete Umweltbedingungen vorgefunden haben. Sie sind in ihrer Existenz nicht daran gebunden, für andere oder eine übergeordnete Gesellschaft Funktionen zu erfüllen. Nicht organizistische, aber in bestimmten Aspekten holistische Theorien sind Ökosystemtheorien.

### Sozialwissenschaften
In der Soziologie, den Staatswissenschaften und der Geschichtswissenschaft waren organizistische Auffassungen seit langem verbreitet. Der Staat, die Gesellschaft und das Volk wurden als ein Organismus aufgefasst (Biologismus) und folglich mit biologischen Kriterien analysiert. Bereits in der Frühen Neuzeit lässt sich im englischen Sprachraum die Vorstellung vom Gemeinwesen als body politic ein, eines politischen Körpers, dessen Kopf der König darstellte. Heute wird darunter der ethische Grundkonsens in einer Gesellschaft verstanden. Im 17. und 18. Jahrhundert versuchten die Physiokraten das soziale und ökonomische Geschehen nach dem Modell des Blutkreislaufs mit dem Herzen als Zentrum zu verstehen. Als „gesunder“ Zustand wurde die Abwesenheit von inneren Konflikten angesehen, weshalb organizistische bzw. organismustheoretische Konzepte die Existenz von Klassengegensätzen leugneten und gesellschaftlichen Pluralismus ablehnten. Diese Anschauungsweise kommt aktuell im Rechtspopulismus vor. Im Sozialdarwinismus des 19. und 20. Jahrhunderts wurden Kategorien der Evolutionsbiologie wie die natürliche Selektion auf das Zusammenleben von Menschen und Nationen übertragen. Die Gesellschaft wurde als organische Ganzheit angesehen, der gegenüber die in ihr lebenden Individuen keine oder nur eingeschränkte Rechte haben. Unerwünschte Kulturphänomene wurden als „entartet“ delegitimiert (Entartete Kunst, Entartete Musik), als fremd markierte Menschengruppen wurden in der NS-Zeit als Bedrohung des „Volkskörpers“ stigmatisiert, diskriminiert und ermordet („Jüdischer Parasit“).